# Bio-MEMS
Bio-MEMS es la abreviatura de sistemas microelectromecánicos biomédicos (o biológicos). Los Bio-MEMS se solapan considerablemente, y a veces se consideran sinónimos, con los sistemas lab-on-a-chip (LOC) y los sistemas de microanálisis total (μTAS). Los Bio-MEMS suelen centrarse más en las piezas mecánicas y las tecnologías de microfabricación adaptadas a las aplicaciones biológicas. Por otro lado, el lab-on-a-chip se ocupa de la miniaturización e integración de los procesos y experimentos de laboratorio en chips únicos (a menudo microfluídicos). En esta definición, los dispositivos lab-on-a-chip no tienen estrictamente aplicaciones biológicas, aunque la mayoría sí las tienen o son susceptibles de ser adaptadas para fines biológicos. Del mismo modo, los sistemas de análisis micrototal pueden no tener aplicaciones biológicas y suelen estar dedicados al análisis químico. Una definición amplia de bio-MEMS puede utilizarse para referirse a la ciencia y la tecnología de funcionamiento a microescala para aplicaciones biológicas y biomédicas, que pueden incluir o no alguna función electrónica o mecánica. El carácter interdisciplinario de los bio-MEMS combina las ciencias de los materiales, las ciencias clínicas, la medicina, la cirugía, la ingeniería eléctrica, la ingeniería mecánica, la ingeniería óptica, la ingeniería química y la ingeniería biomédica. Algunas de sus principales aplicaciones son la genómica, la proteómica, el diagnóstico molecular, el diagnóstico en el punto de atención, la ingeniería de tejidos, el análisis de células individuales y los microdispositivos implantables.

## Historia
En 1967, S. B. Carter informó del uso de islas de paladio evaporadas por la sombra para la fijación de células. Tras este primer estudio de bio-MEMS, el desarrollo posterior en este campo fue lento durante unos 20 años. En 1985, Unipath Inc. comercializó ClearBlue, una prueba de embarazo que aún se utiliza en la actualidad y que puede considerarse el primer dispositivo microfluídico que contiene papel y el primer producto microfluídico comercializado. En 1990, Andreas Manz y H. Michael Widmer, de Ciba-Geigy (ahora Novartis), Suiza, acuñaron por primera vez el término sistema de análisis total micro (μTAS) en su artículo seminal en el que proponían el uso de sistemas de análisis químico total miniaturizados para la detección química. El concepto de μTAS se debe a tres factores principales. En primer lugar, el descubrimiento de fármacos en las últimas décadas, hasta los años 90, se había visto limitado por el tiempo y el coste de realizar muchos análisis cromatográficos en paralelo en equipos macroscópicos. En segundo lugar, el Proyecto Genoma Humano (HGP), que comenzó en octubre de 1990, creó una demanda de mejoras en la capacidad de secuenciación del ADN. La electroforesis capilar se convirtió así en el centro de atención para la separación química y del ADN. En tercer lugar, la DARPA del Departamento de Defensa de EE. UU. apoyó una serie de programas de investigación en microfluidos en la década de 1990, tras darse cuenta de que era necesario desarrollar microsistemas desplegables sobre el terreno para la detección de agentes químicos y biológicos que eran potenciales amenazas militares y terroristas. Los investigadores empezaron a utilizar equipos de fotolitografía para la microfabricación de sistemas microelectromecánicos (MEMS) heredados de la industria microelectrónica. En aquel momento, la aplicación de los MEMS a la biología era limitada porque esta tecnología estaba optimizada para obleas de silicio o vidrio y utilizaba fotorresinas con base de disolvente que no eran compatibles con el material biológico. En 1993, George M. Whitesides, un químico de Harvard, introdujo la microfabricación económica basada en PDMS, lo que revolucionó el campo de los bio-MEMS. Desde entonces, el campo de la bio-MEMS se ha disparado. Entre los principales logros técnicos alcanzados durante el desarrollo de la bio-MEMS en la década de 1990 se encuentran los siguientes
En 1991, se desarrolló el primer chip de oligonucleótidos
En 1998, se desarrollaron las primeras microagujas sólidas para la administración de fármacos.
En 1998, se desarrolló el primer chip de reacción en cadena de la polimerasa de flujo continuo
En 1999, la primera demostración de flujos laminares heterogéneos para el tratamiento selectivo de células en microcanales
En la actualidad, los hidrogeles como la agarosa, las fotorresinas biocompatibles y el autoensamblaje son áreas clave de investigación para mejorar los bio-MEMS como sustitutos o complementos del PDMS.

## Enfoques

### Materiales

#### Silicio y vidrio
Las técnicas convencionales de micromecanizado, como el grabado en húmedo, el grabado en seco, el grabado iónico reactivo profundo, el sputtering, la unión anódica y la unión por fusión, se han utilizado en bio-MEMS para fabricar canales de flujo, sensores de flujo, detectores químicos, capilares de separación, mezcladores, filtros, bombas y válvulas. Sin embargo, el uso de dispositivos basados en el silicio en aplicaciones biomédicas presenta algunos inconvenientes, como su elevado coste y su bioincompatibilidad. Al ser de un solo uso, ser más grandes que sus homólogos MEMS y requerir instalaciones de sala blanca, los elevados costes de material y procesamiento hacen que los bio-MEMS basados en el silicio sean menos atractivos económicamente. In vivo, los bio-MEMS basados en el silicio pueden funcionalizarse fácilmente para minimizar la adsorción de proteínas, pero la fragilidad del silicio sigue siendo un problema importante.

#### Plásticos y polímeros
El uso de plásticos y polímeros en los bio-MEMS es atractivo porque se pueden fabricar fácilmente, son compatibles con los métodos de micromecanizado y de creación rápida de prototipos, y tienen un bajo coste. Muchos polímeros son también ópticamente transparentes y pueden integrarse en sistemas que utilizan técnicas de detección óptica como la fluorescencia, la absorbancia UV/Vis o el método Raman. Además, muchos polímeros son biológicamente compatibles, químicamente inertes a los disolventes y eléctricamente aislantes para aplicaciones en las que son necesarios fuertes campos eléctricos, como la separación electroforética. La química de la superficie de los polímeros también puede modificarse para aplicaciones específicas. En concreto, la superficie de los PDMS puede irradiarse con iones con elementos como el magnesio, el tantalio y el hierro para disminuir la hidrofobicidad de la superficie, lo que permite una mejor adhesión celular en aplicaciones "in vivo". Los polímeros más utilizados en los bio-MEMS son el PMMA, el PDMS, el OSTEmer y el SU-8.

#### Materiales biológicos
- A) Micropatterning de fibronectina en la superficie de vidrio PNIPAM.
- B) y C) Los fibroblastos individuales están restringidos espacialmente a la geometría del micropatrón de fibronectina.
- La manipulación y el modelado a microescala de materiales biológicos, como proteínas, células y tejidos, se han utilizado en el desarrollo de matrices celulares, micromatrices, ingeniería de tejidos basada en la microfabricación y órganos artificiales. * El micromecanizado biológico puede utilizarse para el análisis unicelular de alto rendimiento, el control preciso del microentorno celular y la integración controlada de células en arquitecturas multicelulares adecuadas para recapitular las condiciones in vivo. La fotolitografía, la impresión por microcontacto, el suministro microfluídico selectivo y las monocapas autoensambladas son algunos de los métodos utilizados para modelar moléculas biológicas en superficies. El micromecanizado de células puede realizarse mediante el micromecanizado por contacto de proteínas de la matriz extracelular, la electroforesis celular, las matrices de pinzas ópticas, la dielectroforesis y las superficies electroquímicamente activas.

#### Papel
La microfluídica en papel (a veces llamada laboratorio en papel) es el uso de sustratos de papel en la microfabricación para manipular el flujo de fluidos para diferentes aplicaciones. La microfluídica en papel se ha aplicado en la electroforesis en papel y en los inmunoensayos, siendo el más notable el test de embarazo comercializado, ClearBlue. Las ventajas de utilizar papel para la microfluídica y la electroforesis en bio-MEMS incluyen su bajo coste, su biodegradabilidad y su acción de mecha natural. Una grave desventaja de la microfluídica basada en el papel es la dependencia de la velocidad de absorción de las condiciones ambientales, como la temperatura y la humedad relativa. Los dispositivos analíticos basados en papel son especialmente atractivos para el diagnóstico en el punto de atención en los países en desarrollo, tanto por el bajo coste del material como por el énfasis en los ensayos colorimétricos que permiten a los profesionales médicos interpretar fácilmente los resultados a ojo. En comparación con los canales microfluídicos tradicionales, los microcanales de papel son accesibles para la introducción de muestras (especialmente las de tipo forense, como los fluidos corporales y la tierra), así como por sus propiedades naturales de filtrado que excluyen los restos celulares, la suciedad y otras impurezas de las muestras. Las réplicas de papel han demostrado la misma eficacia en la realización de operaciones microfluídicas habituales, como el enfoque hidrodinámico, la extracción molecular basada en el tamaño, la micromezcla y la dilución; las microplacas habituales de 96 y 384 pocillos para la manipulación y el análisis automatizados de líquidos se han reproducido mediante fotolitografía en papel para conseguir un perfil más delgado y un menor coste de material, manteniendo la compatibilidad con los lectores de microplacas convencionales. Entre las técnicas de micromecanizado del papel se encuentran la fotolitografía, el corte por láser, la impresión por chorro de tinta, el tratamiento con plasma y el estampado con cera.

### Electrocinética
Un ejemplo de experimento de electroforesis: Se colocan dos electrodos cónicos a la entrada y a la salida de un microcanal y las células se mueven a lo largo del microcanal mediante un campo eléctrico de corriente continua aplicado.
La electrocinética ha sido explotada en los bio-MEMS para separar mezclas de moléculas y células utilizando campos eléctricos. En la electroforesis, una especie cargada en un líquido se mueve bajo la influencia de un campo eléctrico aplicado. La electroforesis se ha utilizado para fraccionar pequeños iones, moléculas orgánicas cargadas, proteínas y ADN. La electroforesis y la microfluídica son altamente sinérgicas porque es posible utilizar voltajes más altos en los microcanales debido a la eliminación más rápida del calor. El enfoque isoeléctrico es la separación de proteínas, orgánulos y células con diferentes puntos isoeléctricos. El enfoque isoeléctrico requiere un gradiente de pH (normalmente generado con electrodos) perpendicular a la dirección del flujo. La clasificación y focalización de las especies de interés se consigue porque una fuerza electroforética provoca la migración perpendicular hasta que fluye a lo largo de sus respectivos puntos isoeléctricos. La dielectroforesis es el movimiento de partículas no cargadas debido a la polarización inducida por campos eléctricos no uniformes. La dielectroforesis se puede utilizar en bio-MEMS para las trampas de dielectroforesis, la concentración de partículas específicas en puntos concretos de las superficies y el desvío de partículas de un flujo a otro para la concentración dinámica.

### Microfluidos
La microfluídica se refiere a los sistemas que manipulan cantidades pequeñas ( µL, nL, pL, fL) de fluidos en sustratos microfabricados. Los enfoques microfluídicos de los bio-MEMS confieren varias ventajas:
Cuando se añaden múltiples soluciones en el mismo microcanal, éstas fluyen en carriles de flujo separados (sin mezclarse) debido a las características del flujo laminar.
- El flujo en los microcanales es laminar, lo que permite el tratamiento selectivo de las células en los microcanales,[3] la modelización matemática de los patrones de flujo y las concentraciones, así como las predicciones cuantitativas del entorno biológico de las células y las reacciones bioquímicas
- Las características microfluídicas pueden fabricarse a escala celular o menor, lo que permite investigar fenómenos (sub)celulares, sembrar y clasificar células individuales y recapitular parámetros fisiológicos.

La integración de la microelectrónica, la micromecánica y la microóptica en la misma plataforma permite el control automatizado de los dispositivos, lo que reduce los errores humanos y los costes de funcionamiento.
- La tecnología microfluídica es relativamente económica debido a la fabricación por lotes y al alto rendimiento (paralelización y redundancia). Esto permite la producción de chips desechables o de un solo uso para mejorar la facilidad de uso y reducir la probabilidad de contaminación biológica cruzada, así como la creación rápida de prototipos.
- Los dispositivos microfluídicos consumen una cantidad mucho menor de reactivos, pueden requerir sólo una pequeña cantidad de analitos para la detección química, necesitan menos tiempo para completar los procesos y las reacciones, y producen menos residuos que los dispositivos y experimentos macrofluídicos convencionales.
- El embalaje adecuado de los dispositivos microfluídicos puede hacerlos aptos para aplicaciones vestibles, implantes y aplicaciones portátiles en los países en desarrollo

Un enfoque interesante que combina los fenómenos electrocinéticos y la microfluídica es la microfluídica digital. En la microfluídica digital, la superficie de un sustrato se microdiseña con electrodos y se activa selectivamente. La manipulación de pequeñas gotas de fluido se produce a través de la electrohumectación, que es el fenómeno en el que un campo eléctrico cambia la humectabilidad de una gota de electrolito en una superficie.

## Bio-MEMS como biosensores miniaturizados
Los biosensores son dispositivos que constan de un sistema de reconocimiento biológico, denominado biorreceptor, y un transductor. La interacción del analito con el biorreceptor provoca un efecto que el transductor puede convertir en una medida, como una señal eléctrica. Los biorreceptores más comunes utilizados en la biosensación se basan en las interacciones anticuerpo-antígeno, en las interacciones de los ácidos nucleicos, en las interacciones enzimáticas, en las interacciones celulares y en las interacciones con materiales biomiméticos. Las técnicas comunes de transducción incluyen la detección mecánica, la detección eléctrica y la detección óptica.

### Sensores micromecánicos
La detección mecánica en los bio-MEMS se consigue a través de voladizos de escala micro y nano para la detección de tensión y de masa, o de placas o membranas de escala micro y nano. En la detección de tensiones, la reacción bioquímica se realiza selectivamente en un lado del cantiléver para provocar un cambio en la energía libre de la superficie. Esto da lugar a una flexión del cantiléver que se puede medir bien ópticamente (reflexión láser en un detector de cuatro posiciones) o bien eléctricamente (piezorresistencia en el borde fijo del cantiléver) debido a un cambio en la tensión superficial. En la detección de masas, el voladizo vibra a su frecuencia de resonancia, medida eléctrica u ópticamente. Cuando se produce una reacción bioquímica y se capta en el cantiléver, la masa del cantiléver cambia, al igual que la frecuencia de resonancia. Sin embargo, el análisis de estos datos puede ser un poco menos sencillo, ya que se ha descubierto que la adsorción de la muestra en el cantiléver también cambia el módulo de Young del cantiléver. El cambio de la rigidez del voladizo también cambiará su frecuencia de resonancia y, por lo tanto, el ruido en la señal de oscilación debe analizarse para determinar si la frecuencia de resonancia también es una función de la elasticidad cambiante. Un uso común de esta técnica es la detección de desajustes de nucleótidos en el ADN, ya que la variación de la masa causada por la presencia de una base incorrecta es suficiente para cambiar la frecuencia de resonancia del voladizo y registrar una señal. La detección de masa no es tan eficaz en los fluidos porque la masa mínima detectable es mucho mayor en los medios amortiguados. Las resistencias de microcanales suspendidos son un tipo especial de diseño de voladizo que permite sortear esta limitación utilizando canales microfluídicos en el interior del voladizo. Estos canales pueden mover las muestras "in situ" en el cantiléver, sin sumergirlo, afectando mínimamente a su oscilación. Sin embargo, esta tecnología está en pañales y todavía no puede utilizarse más allá de unas pocas y limitadas aplicaciones. La ventaja de utilizar sensores en voladizo es que no se necesita una etiqueta detectable ópticamente en el analito o los biorreceptores.

### Sensores eléctricos y electroquímicos
La detección eléctrica y electroquímica se adapta fácilmente a la portabilidad y la miniaturización, especialmente en comparación con la detección óptica. En los biosensores amperométricos, una reacción redox catalizada por una enzima provoca una corriente de electrones redox que se mide mediante un electrodo de trabajo. Los biosensores amperométricos se han utilizado en bio-MEMS para la detección de glucosa, galactosa, lactosa, urea y colesterol, así como para aplicaciones de detección de gases e hibridación de ADN. En los biosensores potenciométricos, las mediciones del potencial eléctrico en un electrodo se realizan en referencia a otro electrodo. Algunos ejemplos de biosensores potenciométricos son los transistores de efecto de campo sensibles a los iones (ISFET), los transistores de efecto de campo químicos (chem-FET) y los sensores potenciométricos direccionables por luz (LAPS). En los biosensores conductométricos se miden los cambios de impedancia eléctrica entre dos electrodos como resultado de una reacción biomolecular. Las mediciones conductivas son sencillas y fáciles de usar porque no se necesita un electrodo de referencia específico, y se han utilizado para detectar sustancias bioquímicas, toxinas, ácidos nucleicos y células bacterianas.